# Isola di Pantelleria - Area Costiera, Falesie e Bagno dell'Acqua
Isola di Pantelleria - Area Costiera, Falesie e Bagno dell'Acqua este o arie protejată (arie specială de conservare — SAC, sit de importanță comunitară — SCI) din Italia întinsă pe o suprafață de 3.402 ha, din care 10 % marine.

## Localizare
Centrul sitului Isola di Pantelleria - Area Costiera, Falesie e Bagno dell'Acqua este situat la coordonatele 36°45′00″N 11°59′23″E / 36.7501°N 11.989797°E.

## Înființare
Situl Isola di Pantelleria - Area Costiera, Falesie e Bagno dell'Acqua a fost declarat sit de importanță comunitară în septembrie 1995 pentru a proteja 1 specie de plante și 44 de specii de animale. Situl a fost protejat și ca arie specială de conservare în decembrie 2015.

## Biodiversitate
Situată în ecoregiunea mediteraneană, aria protejată conține 14 habitate naturale: Păduri de pin mediteraneene cu pini mezogeni endemici, Salicornia și alte specii anuale care populează regiunile mlăștinoase și nisipoase, Lagune de coastă, Phrygana endemică cu Euphorbio-Verbascion, Faleze cu vegetație de Limonium spp. endemic de pe coastele mediteraneene, Pante stâncoase silicioase cu vegetație casmofită, Vegetație anuală la limita mareei, Tufărișuri termo-mediteraneene și de pre-deșert, Câmpuri de lavă și excavații naturale, Păduri de Quercus ilex și Quercus rotundifolia, Recifuri, Peșteri marine scufundate complet sau parțial, Matorral arborescenți cu Juniperus spp., Pseudostepă cu ierburi și specii anuale de Thero-Brachypodietea.
La baza desemnării sitului se află mai multe specii protejate:
- plante (1): Brassica insularis
- păsări (40): fluierar de munte (Actitis hypoleucos), rață mare (Anas platyrhynchos), Apus pallidus, stârc cenușiu (Ardea cinerea), stârc roșu (Ardea purpurea), rață-cu-cap-castaniu (Aythya ferina), fugaci mic (Calidris minuta), bătăuș (Calidris pugnax), Calonectris diomedea,  prundaș gulerat mic (Charadrius dubius), barză albă (Ciconia ciconia), barză neagră (Ciconia nigra), erete de stuf (Circus aeruginosus), prepeliță (Coturnix coturnix), cuc (Cuculus canorus), gușă vânătă (Cyanecula svecica), egretă mică (Egretta garzetta), Falco eleonorae, șoimul rândunelelor (Falco subbuteo), muscar-gulerat (Ficedula albicollis), piciorong (Himantopus himantopus), rândunică (Hirundo rustica), pescăruș-cu-cap-negru (Larus melanocephalus), prigoare (Merops apiaster), gaia neagră (Milvus migrans), gaia roșie (Milvus milvus), mierlă de piatră (Monticola saxatilis), codobatura galbenă (Motacilla flava), stârc de noapte (Nycticorax nycticorax), pietrar sur (Oenanthe oenanthe), vultur pescar (Pandion haliaetus), viespar (Pernis apivorus), cormoran mare (Phalacrocorax carbo), Phoenicopterus ruber, codroșul de pădure (Phoenicurus phoenicurus), Puffinus yelkouan, mărăcinar (Saxicola rubetra), fluierar cu picioare verzi (Tringa nebularia), fluierarul de zăvoi (Tringa ochropus), pupăză (Upupa epops)
- mamifere (2): foca-călugăr (Monachus monachus), liliacul mic cu potcoavă (Rhinolophus hipposideros)
- nevertebrate (1): Myrmecophilus baronii
- reptile (1): țestoasă bănățeană (Testudo hermanni)

Pe lângă speciile protejate, pe teritoriul sitului au mai fost identificate 58 de specii de plante, 2 specii de păsări, 1 specie de mamifere, 21 de specii de nevertebrate, 2 specii de reptile.